# États et territoires de l'Australie
Pour un article plus général, voir Géographie de l'Australie.

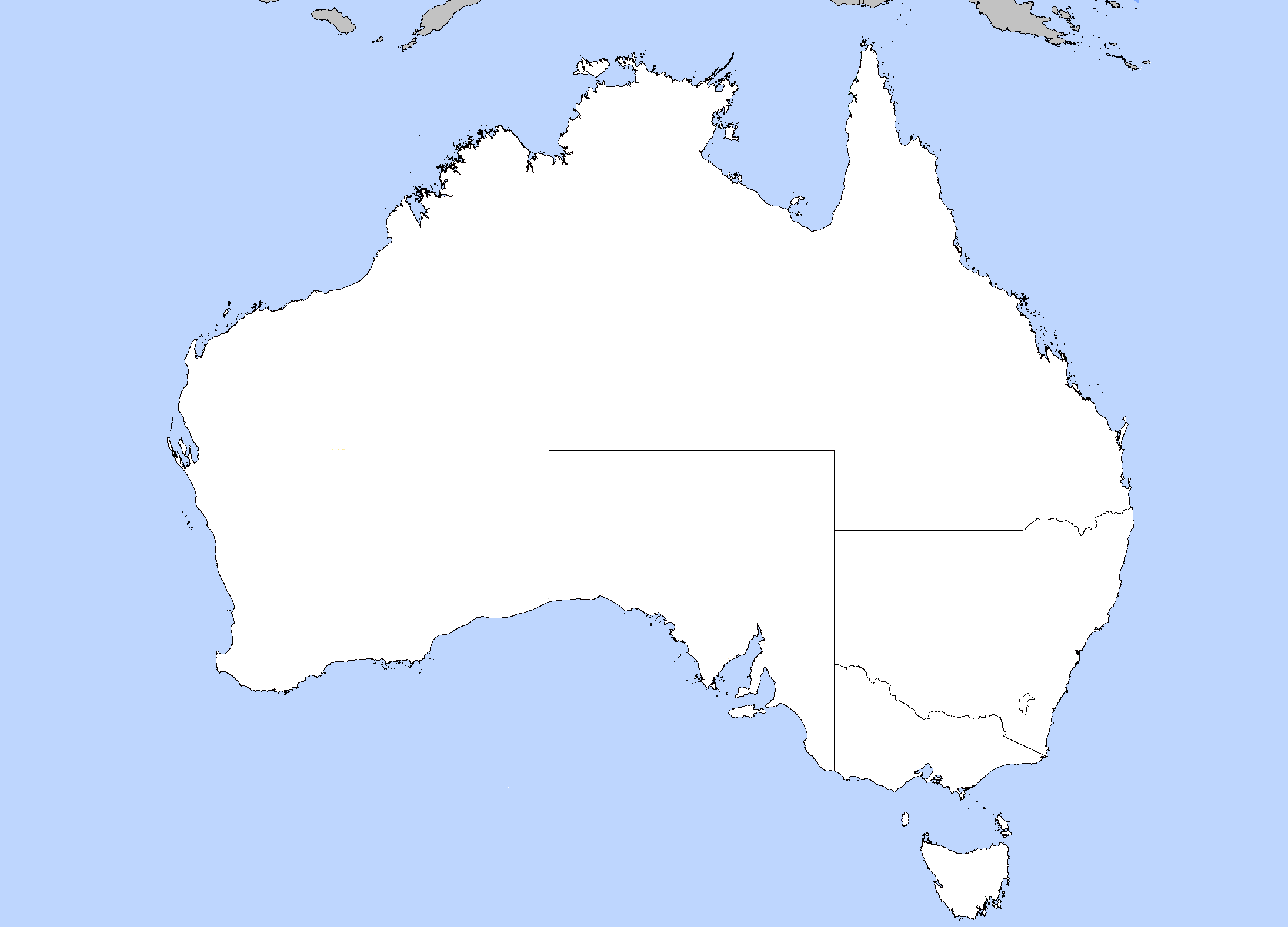
États et principaux territoires de l'Australie.

Le Commonwealth d'Australie est un pays d'Océanie à régime fédéral. Les États et territoires de l'Australie sont au nombre de six et dix, respectivement. Ils se trouvent pour la plupart en Australie continentale, mais aussi dans l'océan Indien, en mer de Corail et en mer de Tasman, ainsi qu'en Antarctique.
Chaque État dispose d'un organe parlementaire, à l'instar de deux des territoires : le Territoire du Nord et le Territoire de la capitale australienne. Les huit territoires restants sont essentiellement (mais à des degrés divers) administrés par le gouvernement fédéral, qui siège à Canberra, dans le Territoire de la capitale australienne.

## États et territoires

### États australiens
L'Australie compte six États :
| Nom                    | Nom               | Abréviation | Drapeau | Capitale  | Population | Observations                                                                                      |
| Français               | Anglais           | Abréviation | Drapeau | Capitale  | Population | Observations                                                                                      |
| ---------------------- | ----------------- | ----------- | ------- | --------- | ---------- | ------------------------------------------------------------------------------------------------- |
| Australie-Méridionale  | South Australia   | SA          |         | Adélaïde  | 1 882 722  |                                                                                                   |
| Australie-Occidentale  | Western Australia | WA          |         | Perth     | 2 981 752  | État le plus large du pays, il occupe toute la côte ouest qui s'ouvre sur l'océan Indien.         |
| Nouvelle-Galles du Sud | New South Wales   | NSW         |         | Sydney    | 8 511 151  | État le plus peuplé, sa capitale, Sydney, est la ville la plus grande et la plus peuplée du pays. |
| Queensland             | Queensland        | QLD         |         | Brisbane  | 5 608 666  |                                                                                                   |
| Tasmanie               | Tasmania          | TAS         |         | Hobart    | 575 959    | État le plus petit et le moins peuplé.                                                            |
| Victoria               | Victoria          | VIC         |         | Melbourne | 7 012 962  |                                                                                                   |

### Territoires australiens
Quatre des territoires australiens comptent un administrateur : le Territoire du Nord, l'île Norfolk, ainsi que les îles Christmas et Cocos, administrées conjointement par l'administrateur des Territoires australiens de l'océan Indien.
Six territoires sont représentés à la Chambre des représentants : le Territoire de la capitale australienne (3 représentants), le Territoire du Nord (2 représentants), le Territoire de la baie de Jervis (compris dans la circonscription de Fenner), l'île Norfolk (comprise dans la circonscription de Bean), l'île Christmas et les îles Cocos (comprises dans la circonscription de Lingiari).

#### Territoires intérieurs

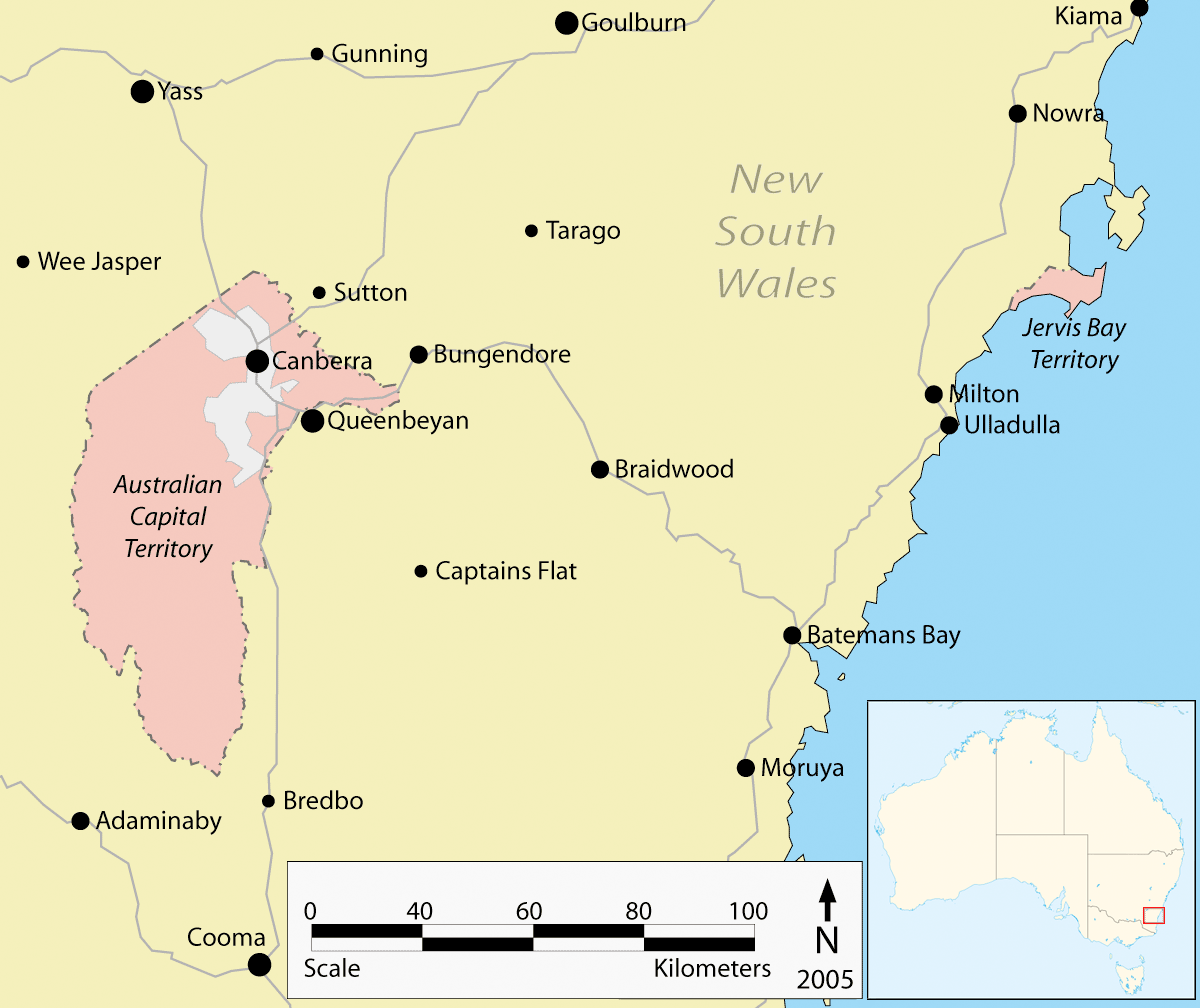
Le Territoire de la baie de Jervis par rapport au Territoire de la capitale australienne.

L'Australie compte trois territoires situés en Australie continentale, qualifiés d'« intérieurs » ou de « continentaux » :
| Nom                                    | Nom                          | Abréviation | Drapeau | Capitale           | Population | Observations                   |
| Français                               | Anglais                      | Abréviation | Drapeau | Capitale           | Population | Observations                   |
| -------------------------------------- | ---------------------------- | ----------- | ------- | ------------------ | ---------- | ------------------------------ |
| Territoire de la capitale australienne | Australian Capital Territory | ACT         |         | Canberra           | 475 644    | Siège de la capitale fédérale. |
| Territoire du Nord                     | Northern Territory           | NT          |         | Darwin             | 255 559    |                                |
| Territoire de la baie de Jervis        | Jervis Bay Territory         | JBT         | -       | Jervis Bay Village | 405        | Administré depuis Canberra.    |

#### Territoires extérieurs

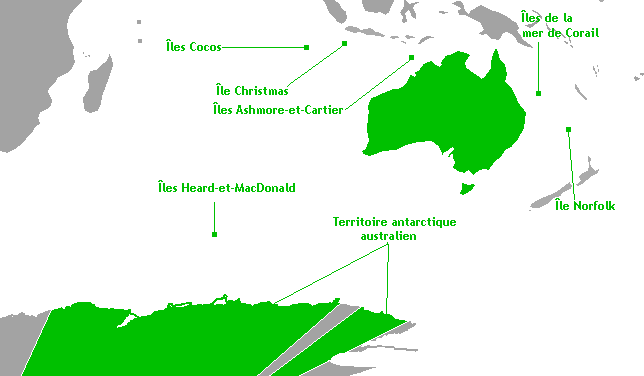
Carte indiquant la localisation des territoires extérieurs de l'Australie (en vert).

L'Australie compte sept territoires en dehors de l'Australie continentale, qualifiés d'« extérieurs » :
| Nom                               | Nom                            | Abréviation | Drapeau | Capitale         | Population | Localisation    | Observations |
| Français                          | Anglais                        | Abréviation | Drapeau | Capitale         | Population | Localisation    | Observations |
| --------------------------------- | ------------------------------ | ----------- | ------- | ---------------- | ---------- | --------------- | ------------ |
| Île Norfolk                       | Nofolk Island                  | NF          |         | Kingston         | 2 601      | Océan Pacifique |              |
| Île Christmas                     | Christmas Island               | CX          |         | Flying Fish Cove | 1 938      | Océan Indien    |              |
| Îles Cocos                        | Cocos Islands                  | CC          |         | West Island      | 547        | Océan Indien    |              |
| Îles Ashmore-et-Cartier           | Ashmore and Cartier Islands    | AC          |         | -                |            |                 |              |
| Îles de la mer de Corail          | Coral Sea Islands              | CS          |         | -                |            |                 |              |
| Îles Heard-et-MacDonald           | Heard and MacDonald Islands    | HM          |         | -                |            |                 |              |
| Territoire antarctique australien | Australian Antarctic Territory | AQ          |         | -                |            |                 |              |

L'île Willis est de facto la capitale des îles de la mer de Corail. Les îles Ashmore-et-Cartier et les îles Heard-et-MacDonald sont inhabitées.
Le Territoire antarctique australien est situé en Antarctique. De ce fait, la souveraineté de l'Australie y est suspendue depuis la signature du traité sur l'Antarctique. La base antarctique Davis fait office de capitale de facto.

##### Territoire associé autonome (autogouverné)
- Île Norfolk (Norfolk Island, NF, avec sa capitale à Kingston)

Note
L'île Lord Howe, autrefois autonome, est maintenant un territoire non incorporé, rattaché à l'État de la Nouvelle-Galles du Sud.

#### Anciens territoires
Plusieurs autres territoires existent par le passé :
- Les territoires d'Australie du Nord (Territory of North Australia) et d'Australie Centrale (Territory of Central Australia) existent de 1927 à 1931 à la suite de la scission du Territoire du Nord en deux territoires distincts au niveau du 20e parallèle. Ils sont ensuite fusionnés pour redonner naissance au Territoire du Nord.
- Le Territoire de Papouasie (Territory of Papua), situé sur le quart sud-est de l'île de Nouvelle-Guinée, de 1902 à 1949.
- Le Territoire de Nouvelle-Guinée (Territory of New Guinea), situé sur le quart nord-est de l'île de Nouvelle-Guinée de 1920 à 1949, à la suite de la mise sous tutelle de l'ancienne colonie allemande de Nouvelle-Guinée.
- Le Territoire de Papouasie-Nouvelle-Guinée (Territory of Papua and New Guinea), provenant de la fusion des deux territoires précédents en 1949 et qui donne naissance à l'État indépendant de Papouasie-Nouvelle-Guinée en 1972.

## Contexte politique
Les États sont, avant l'établissement de la fédération en 1901, des colonies britanniques séparées. Leurs pouvoirs sont protégés par la Constitution australienne ; la législation fédérale ne s'applique dans les États que lorsque la Constitution le permet. Les territoires, au contraire, sont directement soumis au gouvernement fédéral d'un point de vue constitutionnel. Le Parlement australien a le pouvoir de légiférer dans les territoires alors qu'il ne le possède pas pour les États[réf. souhaitée].
La plupart des territoires sont directement administrés par le gouvernement fédéral, alors que trois autres — le Territoire du Nord et le Territoire de la capitale australienne en Australie continentale, ainsi que l'île Norfolk, dans la mer de Tasman — s'auto-administrent. L'Assemblée législative de Norfolk est dissoute par le gouvernement fédéral en 2015, remplacée par le Conseil régional de l'île Norfolk l'année suivante, aux pouvoirs moins étendus.
Dans les territoires disposant d'un gouvernement, le Parlement australien conserve le plein pouvoir de légiférer, pouvant annuler les lois votées par les institutions du territoire, ce qu'il ne fait cependant qu'en de rares occasions[réf. nécessaire]. De plus, la répartition des pouvoirs entre la fédération et les territoires est différente de celle existant entre la fédération et les États. Ainsi, dans le Territoire du Nord, la fédération conserve le pouvoir d'administrer directement l'exploitation des gisements d'uranium et les terres aborigènes, pouvoir qu'elle ne possède pas au regard des États[réf. nécessaire].
Chaque État compte un gouverneur, nommé par le monarque, ce qu'il fait par convention sur avis du Premier ministre de l'État. Les administrateurs du Territoire du Nord, de l'île Norfolk et des Territoires australiens de l'océan Indien (île Christmas et îles Cocos) sont, par contraste, nommés par le gouverneur général, sur recommandation du gouvernement fédéral,,. Le Territoire de la capitale australienne n'a ni gouverneur, ni administrateur, mais le gouverneur général y utilise quelques pouvoirs qui, dans d'autres juridictions, sont du domaine du gouverneur d'un État ou d'un administrateur d’un territoire, comme le pouvoir de dissoudre l'Assemblée législative.
Chaque État dispose d'un parlement bicaméral, à l'exception du Queensland, qui abolit sa chambre haute en 1922. La chambre basse est appelée « Assemblée législative » (Legislative Assembly), sauf en Australie-Méridionale et en Tasmanie. La Tasmanie est le seul État à élire sa chambre basse au scrutin proportionnel ; tous les autres utilisent un scrutin uninominal à un tour accompagné du vote alternatif. La chambre haute est appelée « Conseil législatif » (Legislative Council) et elle est généralement élue au scrutin proportionnel. Les trois territoires auto-administrés (Territoire de la capitale australienne, Territoire du Nord, île Norfolk) disposent d'une assemblée monocaméral.
Le chef du gouvernement de chaque État est appelé Premier (Premier ministre), nommé par le gouverneur de l'État. En temps normal, le gouverneur nommera comme Premier le chef du parti ou de la coalition qui contrôle la chambre basse (dans le cas du Queensland, l'unique chambre) du Parlement de l'État. Toutefois, en temps de crise constitutionnelle, le gouverneur peut nommer quelqu'un d'autre comme Premier ministre. Le chef de gouvernement des territoires continentaux est appelé « ministre en chef » (Chief Minister). Le Chief Minister du Territoire du Nord est nommé par l'administrateur, quel que soit le parti contrôlant la chambre.

### Terminologie comparative
| Entité                                                                                                 | Exécutif           | Chef du gouvernement | Chambre haute du Parlement               | Chambre basse du Parlement                   | Membre du Parlement* | Membre du Parlement* |
| Australie                                                                                              | Gouverneur général | Premier ministre     | Sénat                                    | Chambre des représentants                    | Sénateur             | MHR                  |
| --- | ------------------ | -------------------- | ---------------------------------------- | -------------------------------------------- | -------------------- | -------------------- |
| Nouvelle-Galles du Sud                                                                                 | Gouverneur         | Premier ministre     | Legislative Council (Conseil législatif) | Legislative Assembly (Assemblée législative) | MLC                  | MLA                  |
| Victoria                                                                                               | Gouverneur         | Premier ministre     | Legislative Council (Conseil législatif) | Legislative Assembly (Assemblée législative) | MLC                  | MLA                  |
| Queensland                                                                                             | Gouverneur         | Premier ministre     | Aboli                                    | Legislative Assembly (Assemblée législative) | Aucun                | MP                   |
| Australie-Méridionale                                                                                  | Gouverneur         | Premier ministre     | Legislative Council (Conseil législatif) | House of Assembly                            | MLC                  | MHA                  |
| Tasmanie                                                                                               | Gouverneur         | Premier ministre     | Legislative Council (Conseil législatif) | House of Assembly                            | MLC                  | MHA                  |
| Australie-Occidentale                                                                                  | Gouverneur         | Premier ministre     | Legislative Council (Conseil législatif) | Legislative Assembly (Assemblée législative) | MLC                  | MLA                  |
| Territoire de la capitale australienne                                                                 | Gouverneur général | Ministre en chef     | Aucun                                    | Legislative Assembly (Assemblée législative) | Aucun                | MLA                  |
| Territoire du Nord                                                                                     | Administrateur     | Ministre en chef     | Aucun                                    | Legislative Assembly (Assemblée législative) | Aucun                | MLA                  |
| *Note: L'abréviation MP est un terme acceptable et plus courant pour les élus de chaque chambre basse. |                    |                      |                                          |                                              |                      |                      |

### Gouverneurs des États et administrateurs des territoires
| Poste                                                        | Titulaire             | Depuis le         |
| ------------------------------------------------------------ | --------------------- | ----------------- |
| Gouverneur de Nouvelle-Galles du Sud                         | Margaret Beazley      | 2 mai 2019        |
| Gouverneur du Victoria                                       | Margaret Gardner (en) | 9 août 2023       |
| Gouverneur d'Australie-Méridionale                           | Frances Adamson (en)  | 7 octobre 2021    |
| Gouverneur du Queensland                                     | Jeannette Young       | 1er novembre 2021 |
| Gouverneur de Tasmanie                                       | Barbara Baker         | 16 juin 2021      |
| Gouverneur d'Australie-Occidentale                           | Chris Dawson (en)     | 15 juillet 2022   |
| Administrateur du Territoire du Nord                         | Hugh Heggie           | 2 février 2023    |
| Administrateur de l'île Norfolk                              | George Plant (en)     | 1er juin 2023     |
| Administrateur des Territoires australiens de l'océan Indien | Farzian Zainal (en)   | 19 juin 2023      |

### Premiers ministres et ministres en chef des États et territoires
| Poste                                                      | Titulaire         | Parti politique  | Depuis le         |
| ---------------------------------------------------------- | ----------------- | ---------------- | ----------------- |
| Premier ministre d'Australie-Méridionale                   | Peter Malinauskas | Travailliste     | 21 mars 2022      |
| Premier ministre d'Australie-Occidentale                   | Roger Cook        | Travailliste     | 8 juin 2023       |
| Ministre en chef du Territoire de la capitale australienne | Andrew Barr       | Travailliste     | 11 décembre 2014  |
| Ministre en chef du Territoire du Nord                     | Lia Finocchiaro   | Rural libéral    | 28 août 2024      |
| Premier ministre de la Nouvelle-Galles du Sud              | Chris Minns       | Travailliste     | 28 mars 2023      |
| Premier ministre du Queensland                             | David Crisafulli  | Libéral national | 28 octobre 2024   |
| Premier ministre de Tasmanie                               | Jeremy Rockliff   | Libéral          | 8 avril 2022      |
| Premier ministre du Victoria                               | Jacinta Allan     | Travailliste     | 27 septembre 2023 |

## Données démographiques
| État ou territoire                     | Population (hab.) | Superficie (km2) | Densité (hab./km2) |
| -------------------------------------- | ----------------- | ---------------- | ------------------ |
| Australie-Méridionale                  | 1 742 700         | 1 043 514        | 1,67               |
| Australie-Occidentale                  | 2 606 300         | 2 645 615        | 0,99               |
| Nouvelle-Galles du Sud                 | 8 046 100         | 809 444          | 9,94               |
| Queensland                             | 5 052 800         | 1 852 642        | 2,73               |
| Tasmanie                               | 531 500           | 90 758           | 5,86               |
| Territoire de la capitale australienne | 423 800           | 2 358            | 179,73             |
| Territoire du Nord                     | 245 900           | 1 420 968        | 0,17               |
| Victoria                               | 6 526 400         | 237 629          | 27,46              |
| Total Australie                        | 25 180 200        | 7 686 850        | 3,27               |